# Amtsbezirk Aarwangen
Der Amtsbezirk Aarwangen war bis zum 31. Dezember 2009 eine Verwaltungseinheit mit Hauptort Aarwangen im Schweizer Kanton Bern. Der Amtsbezirk umfasste 24 Gemeinden und hatte 41'839 Einwohner (Stand 31. Dezember 2008) auf 154,02 km².

## Gemeinden
| Name der Gemeinde    | Einwohner (31. Dez. 2008) | Fläche in km² | Einwohner pro km² |
| -------------------- | ------------------------- | ------------- | ----------------- |
| Aarwangen            | 4'250                     | 9,90          | 429               |
| Auswil               | 463                       | 4,62          | 100               |
| Bannwil              | 659                       | 4,78          | 138               |
| Bleienbach           | 665                       | 5,69          | 117               |
| Busswil bei Melchnau | 195                       | 2,86          | 68                |
| Gondiswil            | 725                       | 9,40          | 77                |
| Kleindietwil         | 486                       | 2,70          | 180               |
| Langenthal           | 14'777                    | 14,40         | 1'026             |
| Leimiswil            | 412                       | 4,60          | 90                |
| Lotzwil              | 2'431                     | 6,22          | 391               |
| Madiswil             | 2'150                     | 15,80         | 136               |
| Melchnau             | 1'531                     | 10,27         | 149               |
| Obersteckholz        | 388                       | 3,91          | 99                |
| Oeschenbach          | 263                       | 3,92          | 67                |
| Reisiswil            | 184                       | 2,01          | 92                |
| Roggwil (BE)         | 3'786                     | 7,84          | 483               |
| Rohrbach             | 1'391                     | 4,08          | 341               |
| Rohrbachgraben       | 423                       | 6,46          | 65                |
| Rütschelen           | 559                       | 3,98          | 140               |
| Schwarzhäusern       | 473                       | 3,79          | 125               |
| Thunstetten          | 2'970                     | 9,66          | 307               |
| Untersteckholz       | 167                       | 2,88          | 58                |
| Ursenbach            | 931                       | 9,17          | 102               |
| Wynau                | 1'560                     | 5,07          | 308               |
| Total (24)           | 41'839                    | 154,02        | 272               |

## Veränderungen im Gemeindebestand

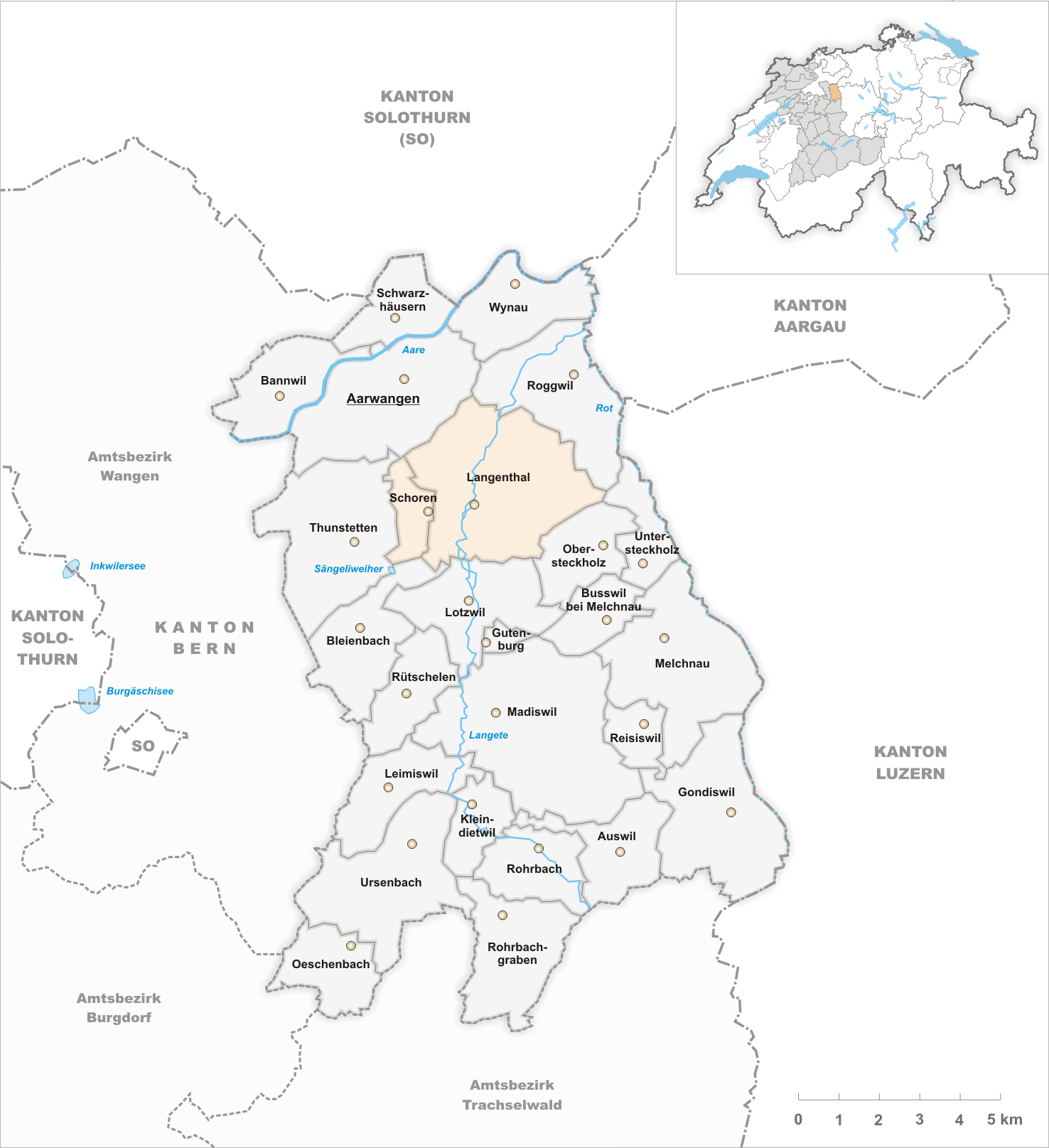
Gemeinden bis 1897
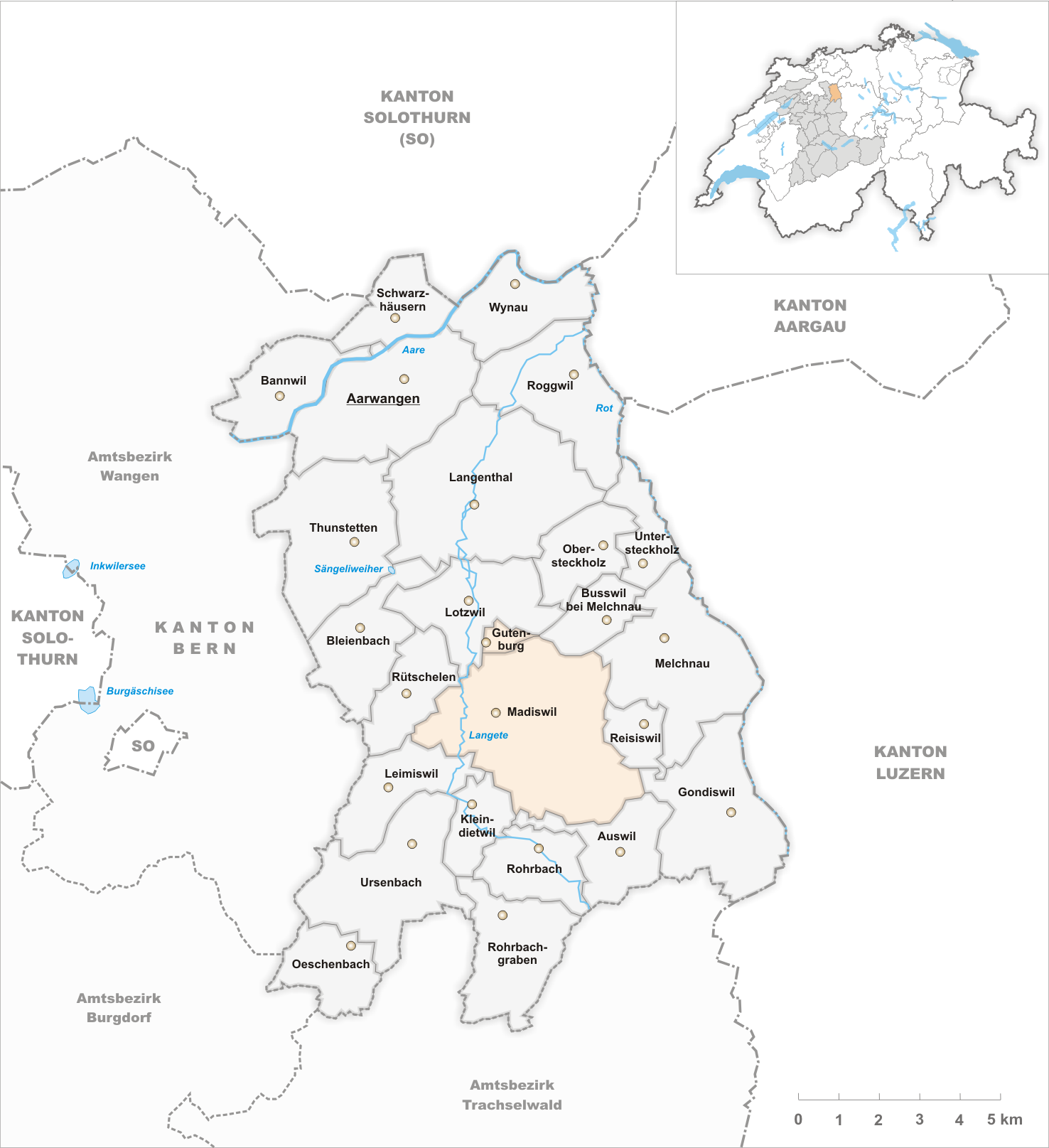
Gemeinden bis 2006
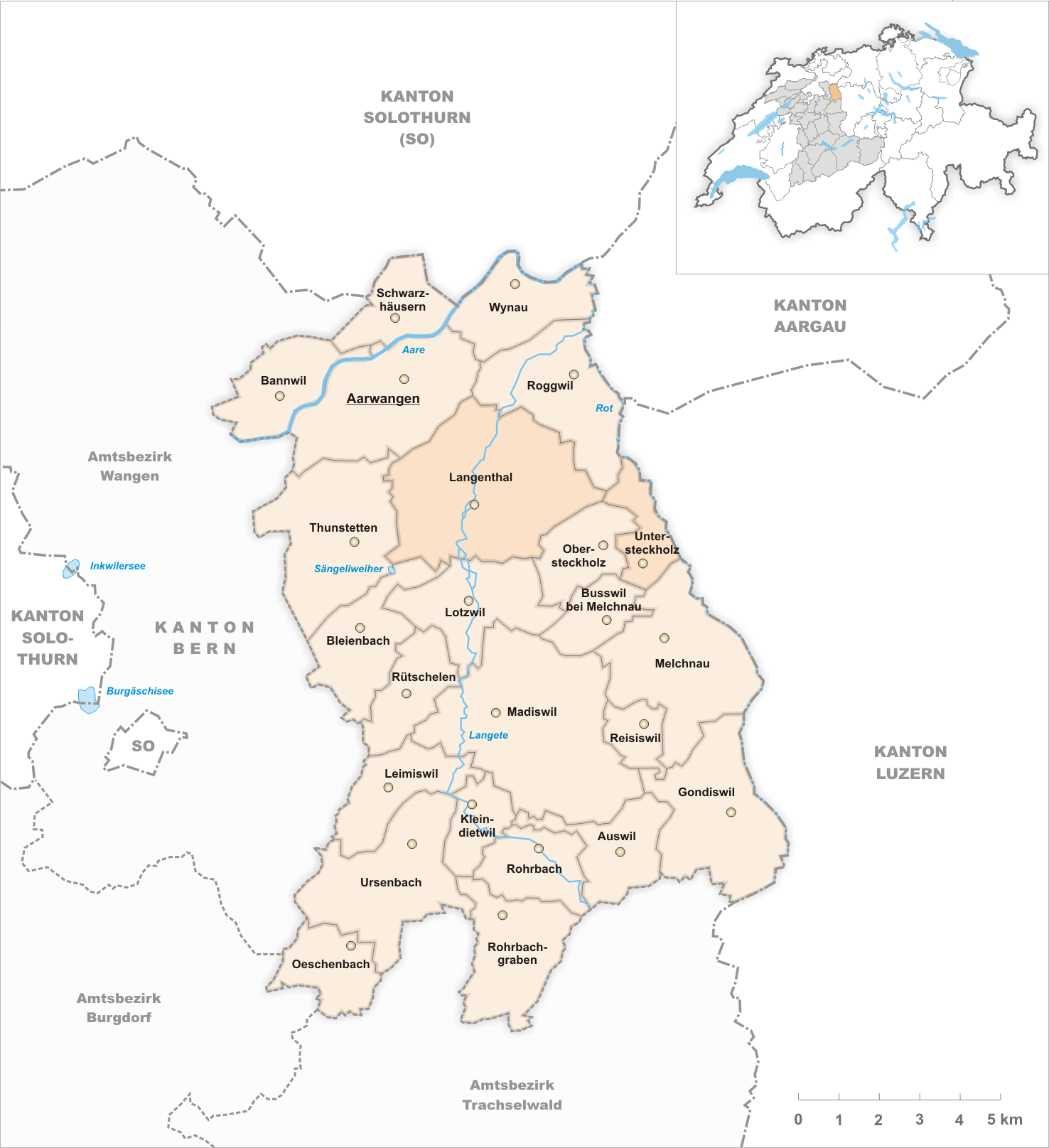
Gemeinden bis 2009

- 1898: Fusion Langenthal und Schoren  → Langenthal
- 2006: Fusion Madiswil und Gutenburg  → Madiswil
- 2010: Fusion Langenthal und Untersteckholz  → Langenthal
- 2010: Bezirkswechsel aller 24 Gemeinden vom Amtsbezirk Aarwangen → Verwaltungskreis Oberaargau